# Mùa giải quần vợt năm 2010 của Rafael Nadal
Mùa giải quần vợt năm 2010 của Rafael Nadal được coi là một trong những mùa giải hay nhất mọi thời đại. Trong mùa giải 2010, Nadal trở thành tay vợt nam đầu tiên trong lịch sử quần vợt vô địch Grand Slam trên ba mặt sân khác nhau (đất nện, cỏ và cứng) trong cùng một năm, được gọi là Surface Slam. Anh trở thành tay vợt nam đầu tiên kể từ sau Rod Laver vào năm 1969 vô địch ba giải Pháp Mở rộng-Wimbledon-Mỹ Mở rộng trong một năm dương lịch, và là tay vợt thứ tư trong lịch sử làm được điều này. Ở tuổi 24, 3 tháng và 10 ngày, sau chức vô địch tại Giải quần vợt Mỹ Mở rộng, anh đồng thời trở thành tay vợt trẻ nhất trong Kỷ nguyên Mở (ở nội dung đơn) hoàn thành cả Grand Slam sự nghiệp, và Slam Vàng sự nghiệp. Với thành tích này, anh là tay vợt nam thứ hai trong lịch sử hoàn thành Slam Vàng sự nghiệp ở đơn, sau Andre Agassi vào năm 1996. Anh cũng trở thành tay vợt nam thứ hai vô địch ít nhất hai giải Grand Slam trên ba mặt sân khác nhau trong sự nghiệp (Double Career Surface Slam). Nadal tiếp tục củng cố vị trí của anh trong lịch sử với tư cách là tay vợt đầu tiên và duy nhất cho đến nay vô địch Monte-Carlo Masters, Madrid Masters, Rome Masters, và Giải quần vợt Pháp Mở rộng trong một năm dương lịch, thường được gọi là Clay Slam.

## Tóm tắt năm

### Capital World Tennis Championship
Nadal bắt đầu năm tại giải giao hữu Capitala World Tennis Championship ở Abu Dhabi, Các Tiểu vương quốc Ả Rập Thống nhất. Anh đánh bại tay vợt đồng hương David Ferrer (7-6(3), 6-3) để lọt vào trận chung kết giải đấu. Trong trận chung kết, Nadal đánh bại Robin Söderling (7-6(3), 7-5).

### Qatar ExxonMobil Open
Tiếp theo, Nadal tham dự giải khởi động cho Giải quần vợt Úc Mở rộng, Qatar ExxonMobil Open, một giải ATP 250 ở Doha, nơi anh thua trong trận chung kết. Anh đánh bại tay vợt người Ý Simone Bolelli ở vòng 1 (6-3, 6-3) và Potito Starace (6-2, 6-2) ở vòng 2. Ở vòng tứ kết, tay vợt người Tây Ban Nha đánh bại tay vợt người Bỉ Steve Darcis: 6-1, 2-0(bỏ cuộc). Sau đó, ở vòng bán kết, Nadal đánh bại hạt giống số 5 Viktor Troicki (6-1, 6-3). Trong trận chung kết, Nadal để thua trước tay vợt người Nga Nikolay Davydenko (6-0, 6-7(8), 4-6), mặc dù đã thi đấu áp đảo ở set đầu và có hai match point ở set hai. Davydenko trước đó cũng đã đánh bại Roger Federer ở vòng bán kết trước khi gặp Nadal trong trận chung kết.

### Giải quần vợt Úc Mở rộng
Ở vòng 1 Giải quần vợt Úc Mở rộng, Nadal đánh bại tay vợt người Úc Peter Luczak (7-6(0), 6-1, 6-4). Ở vòng 2, anh thắng Lukáš Lacko (6-2, 6-2, 6-2). Ở vòng 3, anh vượt qua Philipp Kohlschreiber sau bốn set (6-4, 6-2, 2-6, 7-5). Ở vòng 4, anh đánh bại tay vợt người Croatia Ivo Karlović, (6-4, 4-6, 6-4, 6-4). Tuy nhiên, ở vòng tứ kết, Nadal bỏ cuộc ở set ba trước Andy Murray sau khi đã để thua hai set đầu (6-3, 7-6(2)). Sau khi kiểm tra đầu gối, các bác sĩ đã yêu cầu Nadal nghỉ ngơi hai tuần sau đó là hai tuần phục hồi chức năng.

### BNP Paribas Open và Sony Ericsson Open
Ở nội dung đơn, Nadal vào vòng bán kết tại giải BNP Paribas Open ở Indian Wells, giải đấu mà anh tham dự với tư cách là đương kim vô địch. Tuy nhiên, anh đã để thua trước Ivan Ljubičić sau ba set. Anh và López vô địch ở nội dung đôi sau khi đánh bại hạt giống số 1 Daniel Nestor và Nenad Zimonjić trong trận chung kết. Chức vô địch đã giúp thứ hạng đánh đôi của Nadal tăng 175 bậc trên bảng xếp hạng, từ vị trí số 241 lên vị trí số 66 thế giới. Sau Indian Wells, Nadal vào vòng bán kết của giải Sony Ericsson Open, nơi anh thua trước Andy Roddick sau ba set.

### Monte Carlo Rolex Masters
Nadal lọt vào trận chung kết Monte-Carlo Rolex Masters ở Monaco sau khi đánh bại tay vợt đồng hương David Ferrer (6-3, 6-2) ở vòng bán kết. Đây là trận chung kết đầu tiên của Nadal kể từ sau Doha vào đầu năm. Anh thắng trận chung kết với tỷ số 6-0, 6-1 trước một tay vợt đồng hương khác Fernando Verdasco. Anh để thua 14 game trong cả năm trận, số game ít nhất mà anh để thua trên hành trình giành một danh hiệu, và trận chung kết của giải đấu là trận chung kết Masters 1000 ngắn nhất xét về số game. Với chiến thắng này, Nadal trở thành tay vợt đầu tiên trong Kỷ nguyên Mở vô địch một giải đấu trong sáu năm liên tiếp.
Không giống như các năm trước, Nadal chọn bỏ qua giải đấu ở Barcelona mặc dù anh đang là đương kim vô địch giải đấu.

### Internazionali BNL d'Italia
Giải đấu tiếp theo của anh là giải Internazionali BNL d'Italia 2010. Anh đánh bại Philipp Kohlschreiber, Victor Hănescu, và Stanislas Wawrinka đều sau hai set. Ở vòng bán kết, anh đối đầu với Ernests Gulbis, người đã vượt qua Roger Federer ở vòng 2 và có lần đầu tiên chạm trán với Nadal trong một trận đấu đánh ba thắng hai ở mùa giải sân đất nện này. Nadal sau đó đã thắng tay vợt người Latvia (6-4, 3-6, 6-4) sau 2 giờ 40 phút. Cuối cùng, anh đánh bại tay vợt đồng hương David Ferrer trong trận chung kết (7-5, 6-2) để giành danh hiệu Rome thứ 5, qua đó cân bằng kỷ lục 17 danh hiệu ATP Masters 1000 của Andre Agassi.

### Madrid Open
Nadal sau đó tham dự giải Mutua Madrileña Madrid Open 2010, nơi anh đã giành vị trí á quân vào năm ngoái. Là một trong tám hạt giống hàng đầu, anh được miễn ở vòng 1. Ở vòng 2, anh đánh bại tay vợt vượt qua vòng loại Oleksandr Dolgopolov, Jr. sau hai set. Ở vòng tiếp theo, anh đối đầu với John Isner, và Nadal đã vượt qua tay vợt người Mỹ sau hai set, (7-5, 6-4). Ở vòng tứ kết, anh đánh bại Gaël Monfils (6-1, 6-3) và sau đó là tay vợt đồng hương Nicolás Almagro, người có lần đầu tiên vào vòng bán kết của một giải Masters 1000 trong sự nghiệp, (4-6, 6-2, 6-2). Set thứ nhất trong trận đấu của anh và Almagro mới chỉ là set thứ hai mà anh để thua trên sân đất nện trong năm 2010. Nadal sau đó đánh bại kình địch Roger Federer (6-4, 7-6(5)) trong trận chung kết. Chiến thắng này giúp anh có danh hiệu Masters 1000 thứ 18 trong sự nghiệp. Anh trở thành tay vợt đầu tiên vô địch tất cả ba giải Masters 1000 trên sân đất nện trong cùng một năm và là tay vợt đầu tiên vô địch ba giải đấu Masters liên tiếp. Nadal trở lại vị trí số 2 trên bảng xếp hạng vào ngày hôm sau.

### Giải quần vợt Pháp Mở rộng
Bước vào Giải quần vợt Pháp Mở rộng, nhiều người đã mong đợi thêm một trận chung kết Nadal-Federer. Tuy nhiên, điều đó đã không xảy ra khi Robin Söderling đánh bại Federer (3-6, 6-3, 7-5, 6-4) ở vòng tứ kết. Việc Federer không thể vào vòng bán kết đồng nghĩa với việc Nadal có cơ hội giành lại vị trí số 1 thế giới, nếu anh vô địch giải đấu. Nadal lọt vào trận chung kết và đánh bại Soderling (6-4, 6-2, 6-4) để vô địch Giải quần vợt Pháp Mở rộng. Đây là danh hiệu Grand Slam thứ 7 trong sự nghiệp của Nadal, qua đó cân bằng thành tích với John McEnroe, John Newcombe và Mats Wilander, và nó cũng giúp Nadal giành lại vị trí số 1 thế giới trên bảng xếp hạng ATP; kết thúc cơ hội lập kỷ lục mọi thời đại về số tuần tại vị trí số 1 của kình địch Roger Federer. Với chức vô địch, Nadal trở thành tay vợt nam đầu tiên vô địch cả ba giải Masters trên sân đất nện và Giải quần vợt Pháp Mở rộng; điều này được giới truyền thông gọi là "Clay Slam". Đây là lần thứ hai Nadal vô địch Giải quần vợt Pháp Mở rộng mà không để thua một set (bằng kỷ lục của Björn Borg). Với chiến thắng ở Paris, anh cũng giành quyền tham dự World Tour Finals ở Luân Đôn, và trở thành tay vợt đầu tiên giành năm danh hiệu Pháp Mở rộng trong sáu năm.
Tính đến năm 2017, đây là mùa giải sân đất nện thành công thứ hai trong sự nghiệp của Nadal, khi anh giành được 5,000 điểm sau khi giành 4 danh hiệu. Thành tích này chỉ bị vượt qua bởi mùa giải năm 2013 của anh, khi Nadal giành được 5,100 điểm sau khi vô địch Barcelona, Madrid, Rome và Pháp Mở rộng, và á quân ở Monte-Carlo.

### Aegon Championships
Vào tháng 6, Nadal tham dự giải Aegon Championships—nơi anh đã từng vô địch vào năm 2008—tại Queen's Club. Anh tham dự cả nội dung đơn và đôi tại giải đấu sân cỏ này để khởi động cho Giải quần vợt Wimbledon. Là một trong tám hạt giống hàng đầu, anh được miễn ở vòng 1. Ở vòng 2, nơi anh đánh trận đấu đầu tiên trên sân cỏ kể từ sau chức vô địch Wimbledon 2008, anh đánh bại tay vợt người Brazil Marcos Daniel một cách dễ dàng sau hai set, (6-2, 6-2). Ở vòng 3, anh đánh bại tay vợt người Uzbekistan Denis Istomin (7-6(4), 4-6, 6-4) để tiến vào vòng tứ kết. Tuy nhiên, ở vòng tứ kết, anh đã để thua trước tay vợt đồng hương Feliciano López (6-7(5), 4-6), và rời giải đấu mà không có danh hiệu nào.

### Wimbledon
Tại Giải quần vợt Wimbledon 2010, Nadal bắt đầu với chiến thắng trước Kei Nishikori (6-2, 6-4, 6-4) ở vòng 1. Ở vòng 2, anh vất vả vượt qua Robin Haase sau năm set (5-7, 6-2, 3-6, 6-0, 6-3). Ở vòng 3, anh đối đầu với Philipp Petzschner. Đây lại là một trận đấu khó khăn kéo dài 5 set với chiến thắng thuộc về Nadal (6-4, 4-6, 6-7, 6-2, 6-3). Trong trận đấu, Nadal đã bị phạm lỗi cảnh cáo hai lần vì nhận sự chỉ đạo từ huấn luyện viên và cũng là chú của mình, Toni Nadal, dẫn đến việc anh bị các quan chức Wimbledon phạt $2,000. Người ta cho rằng, những lời động viên Nadal được hét lên trong trận đấu là một loại tín hiệu mã của huấn luyện viên. Sau đó, Nadal dễ dàng đánh bại tay vợt người Pháp Paul-Henri Mathieu sau ba set (6-4, 6-2, 6-2). Ở vòng tứ kết, anh vượt qua tay vợt người Thụy Điển Robin Söderling sau bốn set (3-6, 6-3, 7-6(7-4), 6-1). Anh tiếp tục đánh bại Andy Murray sau ba set (6-4, 7-6(8-6), 6-4) để có lần thứ 4 trong sự nghiệp lọt vào trận chung kết Wimbledon.
Trong trận chung kết đơn nam Wimbledon 2010, Nadal đánh bại Tomáš Berdych sau ba set (6-3, 7-5, 6-4) để vô địch giải đấu. Sau khi giành chiến thắng, Rafa nói rằng, "Với tôi, đây còn hơn cả một giấc mơ" và gửi lời cảm ơn khán giả đã ủng hộ anh trong trận đấu này cũng như trong trận bán kết với Andy Murray. Ở tuổi 24, anh đã giành 2 danh hiệu Wimbledon và 8 danh hiệu Grand Slam trong sự nghiệp.

### Rogers Cup
Ở giải đấu sân cứng đầu tiên kể từ sau Miami, Nadal vào vòng bán kết của giải Rogers Cup, cùng với tay vợt số 2 thế giới Novak Djokovic, tay vợt số 3 thế giới Roger Federer, và tay vợt số 4 thế giới Andy Murray, sau khi lội ngược dòng để đánh bại tay vợt người Đức Philipp Kohlschreiber (3-6, 6-3, 6-4). Ở vòng bán kết, đương kim vô địch Andy Murray đánh bại Nadal (6-3, 6-4), trở thành người duy nhất thắng tay vợt người Tây Ban Nha hai lần trong năm 2010. Nadal cũng tham dự ở nội dung đôi cùng với Novak Djokovic. Đây là lần đầu tiên hai tay vợt số 1 và số 2 thế giới đánh cặp với nhau ở đôi kể từ năm 1976 khi Jimmy Connors và Arthur Ashe (khi đó đang đứng số 1 và số 2 thế giới) đánh cặp với nhau. Tuy nhiên, họ thua ở vòng 1 trước đôi người Canada Milos Raonic và Vasek Pospisil.

### Cincinnati Masters
Trong tuần tiếp theo, Nadal là hạt giống số 1 tại giải Cincinnati Masters, nơi anh thua ở vòng tứ kết trước á quân Úc Mở rộng 2006 Marcos Baghdatis.

### Giải quần vợt Mỹ Mở rộng

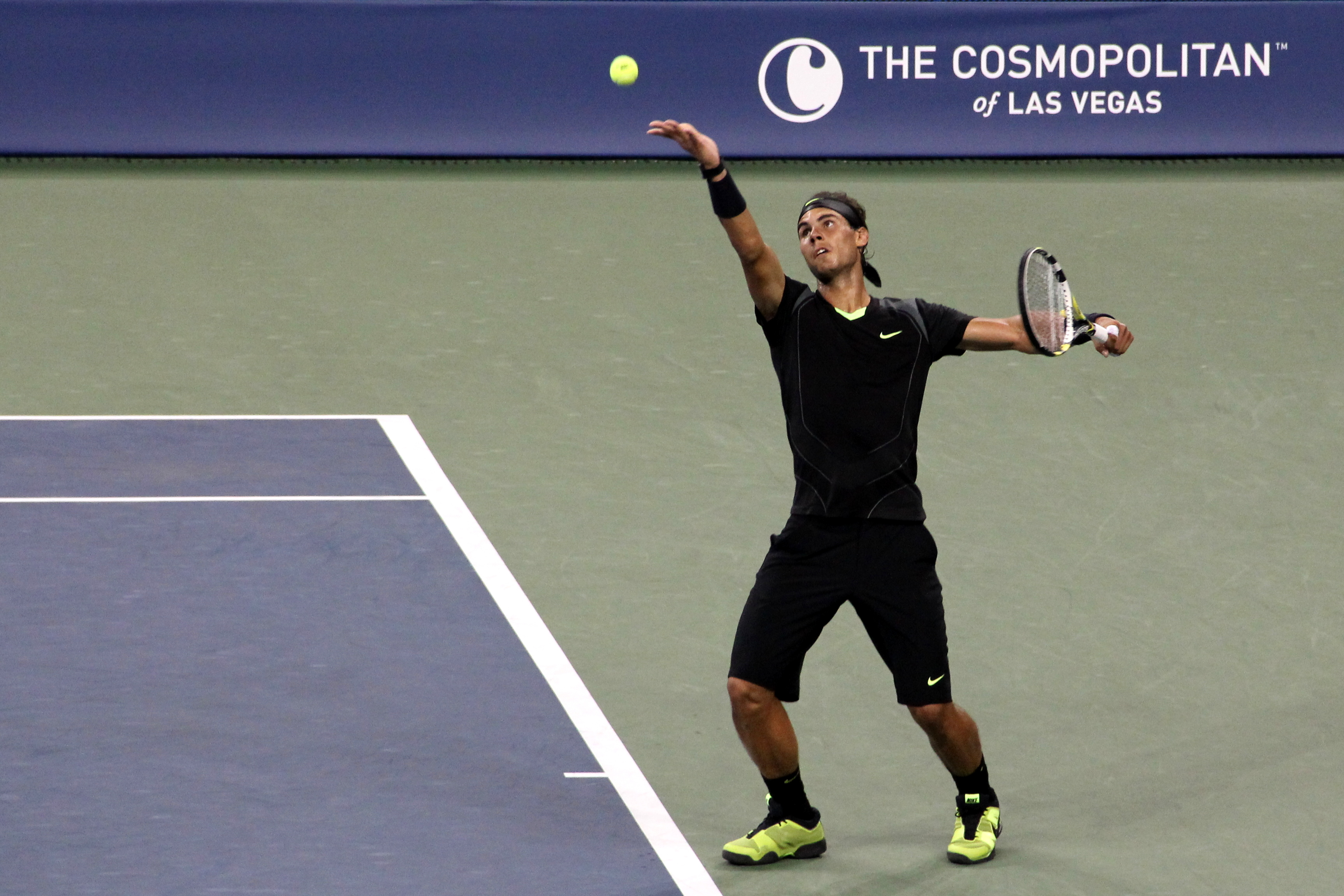
Rafael Nadal vô địch Giải quần vợt Mỹ Mở rộng 2010, qua đó hoàn thành Grand Slam sự nghiệp.

Tại Giải quần vợt Mỹ Mở rộng 2010, Nadal là hạt giống số 1 lần thứ hai trong ba năm. Anh đánh bại Teymuraz Gabashvili, Denis Istomin, Gilles Simon, hạt giống số 23 Feliciano López, hạt giống số 8 Fernando Verdasco, và hạt giống số 12 Mikhail Youzhny, tất cả đều thắng sau ba set, để có lần đầu tiên lọt vào trận chung kết Mỹ Mở rộng. Anh trở thành tay vợt nam thứ 8 trong Kỷ nguyên Mở lọt vào trận chung kết của cả bốn giải Grand Slam ở tuổi 24; là tay vợt trẻ thứ hai làm được điều này, chỉ sau Jim Courier. Trong trận chung kết, anh đánh bại hạt giống số 3 Novak Djokovic (6-4, 5-7, 6-4, 6-2), qua đó hoàn thành Grand Slam sự nghiệp, và Nadal trở thành tay vợt nam thứ hai sau Andre Agassi hoàn thành Slam Vàng sự nghiệp. Nadal cũng trở thành tay vợt nam đầu tiên vô địch Grand Slam trên cả sân đất nện, sân cỏ, và sân cứng trong cùng một năm (điều này sau đó đã được Djokovic thực hiện vào năm 2021 sau khi vô địch Úc Mở rộng, Pháp Mở rộng và Wimbledon), và là tay vợt đầu tiên vô địch Pháp Mở rộng, Wimbledon, và Mỹ Mở rộng trong cùng một năm kể từ sau Rod Laver vào năm 1969. Với chức vô địch Mỹ Mở rộng, Nadal, cùng với Mats Wilander, trở thành những tay vợt nam duy nhất vô địch ít nhất hai giải Grand Slam trên sân đất nện, sân cỏ, và sân cứng trong sự nghiệp (Novak Djokovic sau đó đã thực hiện điều này sau khi giành danh hiệu Pháp Mở rộng thứ hai trong sự nghiệp vào năm 2021). Sau tất cả, anh cũng trở thành tay vợt nam thuận tay trái vô địch Mỹ Mở rộng kể từ sau John McEnroe vào năm 1984. Chiến thắng này cũng đảm bảo vị trí số 1 cuối năm 2010 cho Nadal, giúp anh trở thành tay vợt thứ ba (sau Ivan Lendl vào năm 1989 và Roger Federer vào năm 2009) giành lại vị trí số 1 cuối năm sau khi đã mất nó.

### Thailand Open
Nadal bắt đầu mùa giải sân cứng châu Á tại giải PTT Thailand Open 2010 ở Băng Cốc, nơi anh vào vòng bán kết và để thua trước tay vợt đồng hương Guillermo García-López.

### Japan Open
Đây là lần đầu tiên anh tham dự giải Rakuten Japan Open Tennis Championships ở Tokyo. Anh đánh bại Santiago Giraldo, Milos Raonic và Dmitry Tursunov. Ở vòng bán kết đối đầu với Viktor Troicki, Nadal cứu hai match point trong loạt tiebreaker ở set quyết định để giành chiến thắng 9-7. Trong trận chung kết, Nadal dễ dàng đánh bại Gaël Monfils (6-1, 7-5) để giành danh hiệu thứ 7 trong mùa giải.

### Shanghai Rolex Masters
Nadal tiếp tục tham dự giải Shanghai Rolex Masters 2010, ở Thượng Hải, nơi anh là hạt giống số 1, nhưng để thua trước tay vợt số 12 thế giới, Jürgen Melzer ở vòng 3, kết thúc chuỗi 21 lần liên tiếp vào vòng tứ kết Masters của anh. Vào ngày 5 tháng 11, Nadal thông báo anh rút lui khỏi giải Paris Masters do bị viêm gân ở vai trái.

### ATP World Tour Finals
Tại ATP World Tour Finals ở Luân Đôn, Nadal đánh bại Andy Roddick (3-6, 7-6(5), 6-4) ở trận đấu đầu tiên của vòng bảng. Anh sau đó đánh bại Djokovic với tỷ số 7-5, 6-2, trong một trận đấu mà Djokovic bất ngờ bị đau mắt. Một chiến thắng nữa trước Berdych, (7-6(3), 6-1), đã giúp anh có lần thứ 3 vào vòng bán kết World Tour Finals. Đây là lần đầu tiên anh toàn thắng cả ba trận vòng bảng, hoàn toàn trái ngược với năm trước khi anh thua cả ba trận. Ở vòng bán kết, anh đánh bại Andy Murray trong một trận đấu đầy căng thẳng, khi anh cuối cùng cũng kết thúc trận đấu sau khi tận dụng thành công match point thứ ba của mình (7-6(5), 3-6, 7-6(6)). Trong trận chung kết, Nadal để thua trước Roger Federer với tỷ số 3-6, 6-3, 1-6. Đây là giải đấu chuyên nghiệp cuối cùng của Nadal trong mùa giải 2010.

### Match for Africa
Cuối cùng, anh đấu với Federer ở hai trận giao hữu Match for Africa cho Roger Federer Foundation và Rafa Nadal Foundation. Trận đấu đầu tiên diễn ra ở Zürich vào ngày 21 tháng 12 năm 2010, với chiến thắng thuộc về Federer, (4-6, 6-3, và 6-3). Trận đấu tiếp theo diễn ra ở Madrid, và Nadal đánh bại Federer với tỷ số 7-6 (3), 4-6, 6-1.

## Tất cả các trận đấu

### Đơn
| Giải đấu | Trận | Vòng                       | Đối thủ | Xếp hạng  | Kết quả                      | Tỷ số |
| --- | ---- | -------------------------- | ------- | --------- | ---------------------------- | ----- |
| Qatar Open Doha, Qatar ATP Tour 250 Cứng, ngoài trời 4 – 9 tháng 1 năm 2010                                                           |      |                            |         |           |                              |       |
| 1 / 493 | V1   | Simone Bolelli             | 93      | Thắng     | 6–3, 6–3                     |       |
| 2 / 494 | V2   | Potito Starace             | 62      | Thắng     | 6–2, 6–2                     |       |
| 3 / 495 | TK   | Steve Darcis (Q)           | 122     | Thắng     | 6–1, 2–0, bỏ cuộc            |       |
| 4 / 496 | BK   | Viktor Troicki (5)         | 29      | Thắng     | 6–1, 6–3                     |       |
| 5 / 497 | CK   | Nikolay Davydenko (3)      | 6       | Thua (1)  | 6–0, 6–7(8–10), 4–6          |       |
| |      |                            |         |           |                              |       |
| Giải quần vợt Úc Mở rộng Melbourne, Úc Grand Slam Cứng, ngoài trời 18 – 31 tháng 1 năm 2010                                           |      |                            |         |           |                              |       |
| 6 / 498 | V1   | Peter Luczak               | 70      | Thắng     | 7–6(7–0), 6–1, 6–4           |       |
| 7 / 499 | V2   | Lukáš Lacko                | 75      | Thắng     | 6–2, 6–2, 6–2                |       |
| 8 / 500 | V3   | Philipp Kohlschreiber (27) | 26      | Thắng     | 6–4, 6–2, 2–6, 7–5           |       |
| 9 / 501 | V4   | Ivo Karlović               | 39      | Thắng     | 6–4, 4–6, 6–4, 6–4           |       |
| 10 / 502 | TK   | Andy Murray (5)            | 4       | Thua      | 3–6, 6–7(2–7), 0–3, bỏ cuộc  |       |
| |      |                            |         |           |                              |       |
| BNP Paribas Open Indian Wells, Hoa Kỳ ATP Tour Masters 1000 Cứng, ngoài trời 8 – 21 tháng 3 năm 2010                                  |      |                            |         |           |                              |       |
| – | V1   | Miễn                       | Miễn    | Miễn      | Miễn                         |       |
| 11 / 503 | V2   | Rainer Schüttler (Q)       | 90      | Thắng     | 6–4, 6–4                     |       |
| 12 / 504 | V3   | Mario Ančić                | 694     | Thắng     | 6–2, 6–2                     |       |
| 13 / 505 | V4   | John Isner (15)            | 20      | Thắng     | 7–5, 3–6, 6–3                |       |
| 14 / 506 | TK   | Tomáš Berdych (19)         | 25      | Thắng     | 6–4, 7–6(7–4)                |       |
| 15 / 507 | BK   | Ivan Ljubičić (20)         | 26      | Thua      | 6–3, 4–6, 6–7(1–7)           |       |
| |      |                            |         |           |                              |       |
| Sony Ericsson Open Miami, Hoa Kỳ ATP Tour Masters 1000 Cứng, ngoài trời 22 tháng 3 – 4 tháng 4 năm 2010                               |      |                            |         |           |                              |       |
| – | V1   | Miễn                       | Miễn    | Miễn      | Miễn                         |       |
| 16 / 508 | V2   | Taylor Dent                | 83      | Thắng     | 6–4, 6–3                     |       |
| 17 / 509 | V3   | David Nalbandian (WC)      | 161     | Thắng     | 6–7(8–10), 6–2, 6–2          |       |
| 18 / 510 | V4   | David Ferrer (15)          | 17      | Thắng     | 7–6(7–5), 6–4                |       |
| 19 / 511 | TK   | Jo-Wilfried Tsonga (8)     | 10      | Thắng     | 6–3, 6–2                     |       |
| 20 / 512 | BK   | Andy Roddick (6)           | 8       | Thua      | 6–4, 3–6, 3–6                |       |
| |      |                            |         |           |                              |       |
| Monte-Carlo Rolex Masters Monte Carlo, Monaco ATP Tour Masters 1000 Đất nện, ngoài trời 12 – 18 tháng 4 năm 2010                      |      |                            |         |           |                              |       |
| – | V1   | Miễn                       | Miễn    | Miễn      | Miễn                         |       |
| 21 / 513 | V2   | Thiemo de Bakker (Q)       | 77      | Thắng     | 6–1, 6–0                     |       |
| 22 / 514 | V3   | Michael Berrer             | 51      | Thắng     | 6–0, 6–1                     |       |
| 23 / 515 | TK   | Juan Carlos Ferrero (9)    | 16      | Thắng     | 6–4, 6–2                     |       |
| 24 / 516 | BK   | David Ferrer (11)          | 17      | Thắng     | 6–2, 6–3                     |       |
| 25 / 517 | VĐ   | Fernando Verdasco (6)      | 12      | Thắng (1) | 6–0, 6–1                     |       |
| |      |                            |         |           |                              |       |
| Internazionali BNL d'Italia Rome, Ý ATP Tour Masters 1000 Đất nện, ngoài trời 26 tháng 4 – 2 tháng 5 năm 2010                         |      |                            |         |           |                              |       |
| – | V1   | Miễn                       | Miễn    | Miễn      | Miễn                         |       |
| 26 / 518 | V2   | Philipp Kohlschreiber      | 29      | Thắng     | 6–1, 6–3                     |       |
| 27 / 519 | V3   | Victor Hănescu             | 39      | Thắng     | 6–3, 6–2                     |       |
| 28 / 520 | TK   | Stanislas Wawrinka         | 26      | Thắng     | 6–4, 6–1                     |       |
| 29 / 521 | BK   | Ernests Gulbis             | 40      | Thắng     | 6–4, 3–6, 6–4                |       |
| 30 / 522 | VĐ   | David Ferrer (13)          | 17      | Thắng (2) | 7–5, 6–2                     |       |
| |      |                            |         |           |                              |       |
| Mutua Madrileña Madrid Open Madrid, Tây Ban Nha ATP Tour Masters 1000 Đất nện, ngoài trời 10 – 16 tháng 5 năm 2010                    |      |                            |         |           |                              |       |
| – | V1   | Miễn                       | Miễn    | Miễn      | Miễn                         |       |
| 31 / 523 | V2   | Alexandr Dolgopolov (Q)    | 62      | Thắng     | 6–4, 6–3                     |       |
| 32 / 524 | V3   | John Isner (13)            | 19      | Thắng     | 7–5, 6–4                     |       |
| 33 / 525 | TK   | Gaël Monfils (12)          | 18      | Thắng     | 6–1, 6–3                     |       |
| 34 / 526 | BK   | Nicolás Almagro            | 35      | Thắng     | 4–6, 6–2, 6–2                |       |
| 35 / 527 | VĐ   | Roger Federer (1)          | 1       | Thắng (3) | 6–4, 7–6(7–5)                |       |
| |      |                            |         |           |                              |       |
| Giải quần vợt Pháp Mở rộng Paris, Pháp Grand Slam Đất nện, ngoài trời 24 tháng 5 – 6 tháng 6 năm 2010                                 |      |                            |         |           |                              |       |
| 36 / 528 | V1   | Gianni Mina (WC)           | 655     | Thắng     | 6–2, 6–2, 6–2                |       |
| 37 / 529 | V2   | Horacio Zeballos           | 44      | Thắng     | 6–2, 6–2, 6–3                |       |
| 38 / 530 | V3   | Lleyton Hewitt (28)        | 33      | Thắng     | 6–3, 6–4, 6–3                |       |
| 39 / 531 | V4   | Thomaz Bellucci (24)       | 29      | Thắng     | 6–2, 7–5, 6–4                |       |
| 40 / 532 | TK   | Nicolás Almagro (19)       | 21      | Thắng     | 7–6(7–2), 7–6(7–3), 6–4      |       |
| 41 / 533 | BK   | Jürgen Melzer (22)         | 27      | Thắng     | 6–2, 6–3, 7–6(8–6)           |       |
| 42 / 534 | VĐ   | Robin Söderling (5)        | 7       | Thắng (4) | 6–4, 6–2, 6–4                |       |
| |      |                            |         |           |                              |       |
| Aegon Championships Luân Đôn, Vương quốc Liên hiệp Anh và Bắc Ireland ATP Tour 250 Cỏ, ngoài trời 7 – 13 tháng 6 năm 2010             |      |                            |         |           |                              |       |
| – | V1   | Miễn                       | Miễn    | Miễn      | Miễn                         |       |
| 43 / 535 | V2   | Marcos Daniel              | 112     | Thắng     | 6–2, 6–2                     |       |
| 44 / 536 | V3   | Denis Istomin (16)         | 72      | Thắng     | 7–6(6–4), 4–6, 6–4           |       |
| 45 / 537 | TK   | Feliciano López (8)        | 31      | Thua      | 6–7(5–7), 4–6                |       |
| |      |                            |         |           |                              |       |
| Giải quần vợt Wimbledon Luân Đôn, Vương quốc Liên hiệp Anh và Bắc Ireland Grand Slam Cỏ, ngoài trời 21 tháng 6 – 4 tháng 7 năm 2010   |      |                            |         |           |                              |       |
| 46 / 538 | V1   | Kei Nishikori (WC)         | 189     | Thắng     | 6–2, 6–4, 6–4                |       |
| 47 / 539 | V2   | Robin Haase (PR)           | 151     | Thắng     | 5–7, 6–2, 3–6, 6–0, 6–3      |       |
| 48 / 540 | V3   | Philipp Petzschner (33)    | 41      | Thắng     | 6–4, 4–6, 6–7(5–7), 6–2, 6–3 |       |
| 49 / 541 | V4   | Paul-Henri Mathieu         | 66      | Thắng     | 6–4, 6–2, 6–2                |       |
| 50 / 542 | TK   | Robin Söderling (6)        | 6       | Thắng     | 3–6, 6–3, 7–6(7–4), 6–1      |       |
| 51 / 543 | BK   | Andy Murray (4)            | 4       | Thắng     | 6–4, 7–6(8–6), 6–4           |       |
| 52 / 544 | VĐ   | Tomáš Berdych (12)         | 13      | Thắng (5) | 6–3, 7–5, 6–4                |       |
| |      |                            |         |           |                              |       |
| Rogers Cup Toronto, Canada ATP Tour Masters 1000 Cứng, ngoài trời 9 – 15 tháng 8 năm 2010                                             |      |                            |         |           |                              |       |
| – | V1   | Miễn                       | Miễn    | Miễn      | Miễn                         |       |
| 53 / 545 | V2   | Stanislas Wawrinka         | 24      | Thắng     | 7–6(14–12), 6–3              |       |
| 54 / 546 | V3   | Kevin Anderson (Q)         | 87      | Thắng     | 6–2, 7–6(8–6)                |       |
| 55 / 547 | TK   | Philipp Kohlschreiber      | 37      | Thắng     | 3–6, 6–3, 6–4                |       |
| 56 / 548 | BK   | Andy Murray (4)            | 4       | Thua      | 3–6, 4–6                     |       |
| |      |                            |         |           |                              |       |
| W&S Financial Group Masters Cincinnati, Hoa Kỳ ATP Tour Masters 1000 Cứng, ngoài trời 16 – 22 tháng 8 năm 2010                        |      |                            |         |           |                              |       |
| – | V1   | Miễn                       | Miễn    | Miễn      | Miễn                         |       |
| 57 / 549 | V2   | Taylor Dent (Q)            | 83      | Thắng     | 6–2, 7–5                     |       |
| 58 / 550 | V3   | Julien Benneteau           | 32      | Thắng     | 5–7, 7–6(8–6), 6–2           |       |
| 59 / 551 | TK   | Marcos Baghdatis           | 20      | Thua      | 4–6, 6–4, 4–6                |       |
| |      |                            |         |           |                              |       |
| Giải quần vợt Mỹ Mở rộng Thành phố New York, Hoa Kỳ Grand Slam Cứng, ngoài trời 30 tháng 8 – 12 tháng 9 năm 2010                      |      |                            |         |           |                              |       |
| 60 / 552 | V1   | Teymuraz Gabashvili        | 93      | Thắng     | 7–6(7–4), 7–6(7–4), 6–3      |       |
| 61 / 553 | V2   | Denis Istomin              | 39      | Thắng     | 6–2, 7–6(7–5), 7–5           |       |
| 62 / 554 | V3   | Gilles Simon               | 42      | Thắng     | 6–4, 6–4, 6–2                |       |
| 63 / 555 | V4   | Feliciano López (23)       | 25      | Thắng     | 6–3, 6–4, 6–4                |       |
| 64 / 556 | TK   | Fernando Verdasco (8)      | 8       | Thắng     | 7–5, 6–3, 6–4                |       |
| 65 / 557 | BK   | Mikhail Youzhny (12)       | 14      | Thắng     | 6–2, 6–3, 6–4                |       |
| 66 / 558 | VĐ   | Novak Djokovic (3)         | 3       | Thắng (6) | 6–4, 5–7, 6–4, 6–2           |       |
| |      |                            |         |           |                              |       |
| PTT Thailand Open Băng Cốc, Thái Lan ATP Tour 250 Cứng, trong nhà 27 tháng 9 – 3 tháng 10 năm 2010                                    |      |                            |         |           |                              |       |
| – | V1   | Miễn                       | Miễn    | Miễn      | Miễn                         |       |
| 67 / 559 | V2   | Ruben Bemelmans (Q)        | 195     | Thắng     | 6–1, 6–4                     |       |
| 68 / 560 | TK   | Mikhail Kukushkin          | 83      | Thắng     | 6–2, 6–3                     |       |
| 69 / 561 | BK   | Guillermo García López     | 53      | Thua      | 6–2, 6–7(3–7), 3–6           |       |
| |      |                            |         |           |                              |       |
| Japan Open Tennis Championships Tokyo, Nhật Bản ATP Tour 500 Cứng, ngoài trời 4 – 10 tháng 10 năm 2010                                |      |                            |         |           |                              |       |
| 70 / 562 | V1   | Santiago Giraldo           | 63      | Thắng     | 6–4, 6–4                     |       |
| 71 / 563 | V2   | Milos Raonic (Q)           | 200     | Thắng     | 6–4, 6–4                     |       |
| 72 / 564 | TK   | Dmitry Tursunov            | 432     | Thắng     | 6–4, 6–1                     |       |
| 73 / 565 | BK   | Viktor Troicki             | 54      | Thắng     | 7–6(7–4), 4–6, 7–6(9–7)      |       |
| 74 / 566 | VĐ   | Gaël Monfils (5)           | 15      | Thắng (7) | 6–1, 7–5                     |       |
| |      |                            |         |           |                              |       |
| Shanghai Rolex Masters Thượng Hải, Trung Quốc ATP Tour Masters 1000 Cứng, ngoài trời 11 – 17 tháng 10 năm 2010                        |      |                            |         |           |                              |       |
| – | V1   | Miễn                       | Miễn    | Miễn      | Miễn                         |       |
| 75 / 567 | V2   | Stanislas Wawrinka         | 21      | Thắng     | 6–4, 6–4                     |       |
| 76 / 568 | V3   | Jürgen Melzer (13)         | 12      | Thua      | 1–6, 6–3, 3–6                |       |
| |      |                            |         |           |                              |       |
| Barclays ATP World Tour Finals Luân Đôn, Vương quốc Liên hiệp Anh và Bắc Ireland ATP Finals Cứng, trong nhà 22 – 28 tháng 11 năm 2010 |      |                            |         |           |                              |       |
| 77 / 569 | VB   | Andy Roddick (8)           | 8       | Thắng     | 3–6, 7–6(7–5), 6–4           |       |
| 78 / 570 | VB   | Novak Djokovic (3)         | 3       | Thắng     | 7–5, 6–2                     |       |
| 79 / 571 | VB   | Tomáš Berdych (6)          | 6       | Thắng     | 7–6(7–3), 6–1                |       |
| 80 / 572 | BK   | Andy Murray (5)            | 5       | Thắng     | 7–6(7–5), 3–6, 7–6(8–6)      |       |
| 81 / 573 | CK   | Roger Federer (2)          | 2       | Thua (2)  | 3–6, 6–3, 1–6                |       |

Nguồn (ATP)

### Đôi
| Giải đấu | Trận | Vòng                                       | Đối thủ     | Xếp hạng  | Kết quả          | Tỷ số |
| --- | ---- | ------------------------------------------ | ----------- | --------- | ---------------- | ----- |
| Qatar Open Doha, Qatar ATP Tour 250 Cứng, ngoài trời 4 – 9 tháng 1 năm 2010 Đồng đội: Marc López                                               |      |                                            |             |           |                  |       |
| 1 / 127 | V1   | Mariusz Fyrstenberg / Marcin Matkowski (3) | #18 / #17   | Thua      | 6–4, 2–6, [3–10] |       |
| |      |                                            |             |           |                  |       |
| BNP Paribas Open Indian Wells, Hoa Kỳ ATP Tour Masters 1000 Cứng, ngoài trời 8 – 21 tháng 3 năm 2010 Đồng đội: Marc López                      |      |                                            |             |           |                  |       |
| 2 / 128 | V1   | Lukáš Dlouhý / Leander Paes (3)            | #5 / #6     | Thắng     | 6–4, 3–6, [10–6] |       |
| 3 / 129 | V2   | Feliciano López / Fernando Verdasco        | #78 / #164  | Thắng     | 6–4, 7–6(7–4)    |       |
| 4 / 130 | TK   | Michaël Llodra / Andy Ram                  | #47 / #9    | Thắng     | 6–2, 6–4         |       |
| 5 / 131 | BK   | Simon Aspelin / Paul Hanley (6)            | #15 / #20   | Thắng     | 6–4, 6–4         |       |
| 6 / 132 | VĐ   | Daniel Nestor / Nenad Zimonjić (1)         | #1 / #1     | Thắng (1) | 7–6(10–8), 6–3   |       |
| |      |                                            |             |           |                  |       |
| Sony Ericsson Open Miami, Hoa Kỳ ATP Tour Masters 1000 Cứng, ngoài trời 22 tháng 3 – 4 tháng 4 năm 2010 Đồng đội: Bartolomé Salvá Vidal        |      |                                            |             |           |                  |       |
| 7 / 133 | V1   | Bob Bryan / Mike Bryan (2)                 | #3 / #3     | Thua      | 0–6, 3–6         |       |
| |      |                                            |             |           |                  |       |
| Aegon Championships Luân Đôn, Vương quốc Liên hiệp Anh và Bắc Ireland ATP Tour 250 Cỏ, ngoài trời 7 – 13 tháng 6 năm 2010 Đồng đội: Marc López |      |                                            |             |           |                  |       |
| 8 / 134 | V1   | Rainer Schüttler / Janko Tipsarević        | #211 / #127 | Thắng     | 6–4, 6–3         |       |
| – | V2   | Robert Lindstedt / Horia Tecău (6)         | #29 / #42   | Rút lui   | N/A              |       |
| |      |                                            |             |           |                  |       |
| Rogers Cup Toronto, Canada ATP Tour Masters 1000 Cứng, ngoài trời 7 – 15 tháng 8 năm 2010 Đồng đội: Novak Djokovic                             |      |                                            |             |           |                  |       |
| 9 / 135 | V1   | Vasek Pospisil / Milos Raonic (WC)         | #178 / #492 | Thua      | 7–5, 3–6, [8–10] |       |

Nguồn (ATP)

### Giao hữu
| Giải đấu | Trận | Vòng                | Đối thủ | Xếp hạng | Kết quả       | Tỷ số |
| --- | ---- | ------------------- | ------- | -------- | ------------- | ----- |
| Capitala World Tennis Championship Abu Dhabi, Các Tiểu vương quốc Ả Rập Thống nhất Cứng, ngoài trời 31 tháng 12 năm 2009 – 2 tháng 1 năm 2010 |      |                     |         |          |               |       |
| – | TK   | Miễn                | Miễn    | Miễn     | Miễn          |       |
| 1 | BK   | David Ferrer (5)    | 17      | Thắng    | 7–6(7–3), 6–3 |       |
| 2 | VĐ   | Robin Söderling (4) | 8       | Thắng    | 7–6(7–3), 7–5 |       |